# 1999 AM9
1999 AM9 är en asteroid i huvudbältet som upptäcktes den 10 januari 1999 av Beijing Schmidt CCD Asteroid Program vid Xinglong-observatoriet.
Asteroiden har en diameter på ungefär 5 kilometer och den tillhör asteroidgruppen Gefion.